# Quatsino
Quatsino est une municipalité située dans la province de la Colombie-Britannique, dans l'Île de Vancouver.